# Godshuis Reyphens

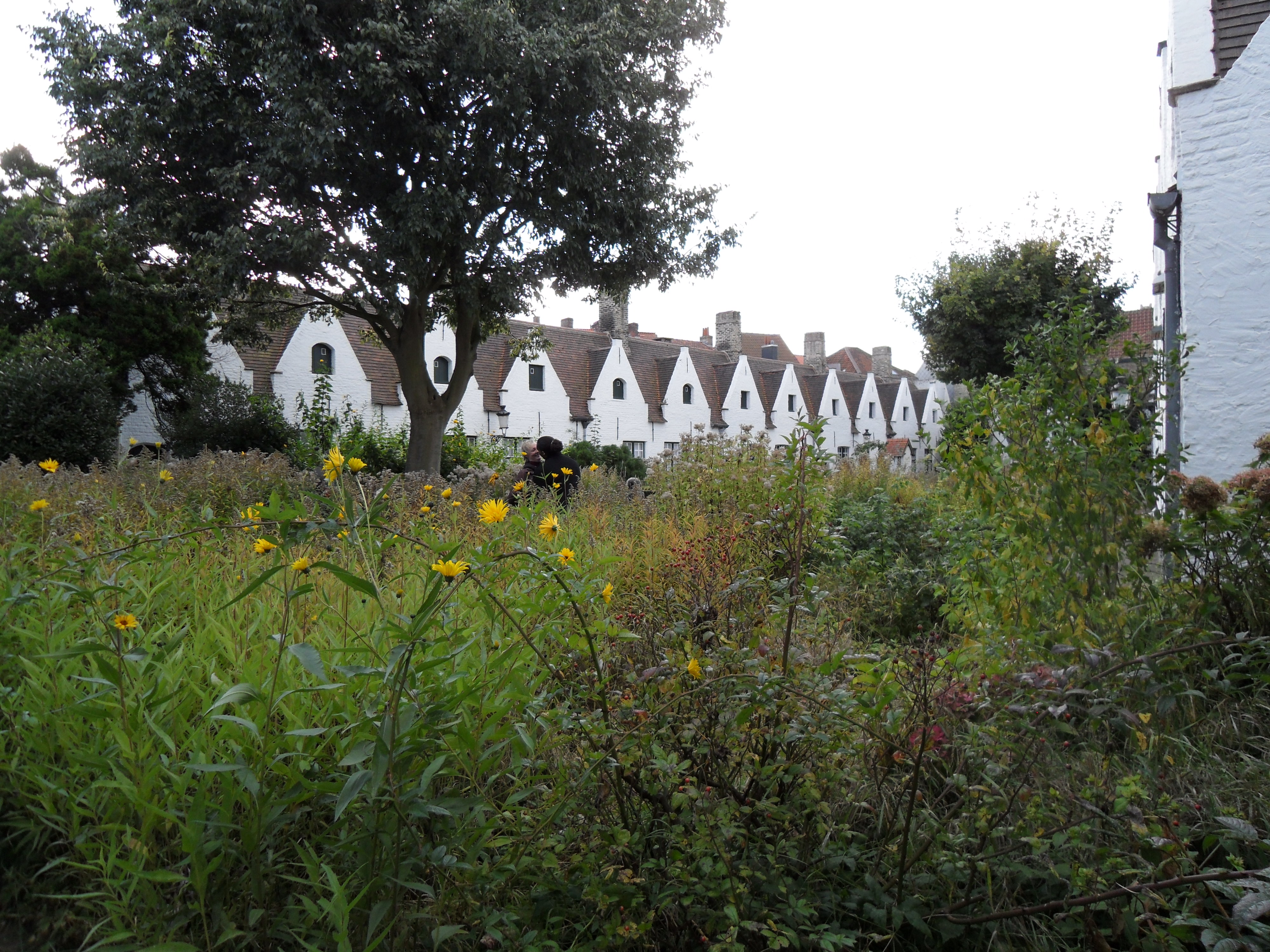
De oorspronkelijke godshuizen Reyphens, vanaf 1905 godshuizen Sint-Jozef

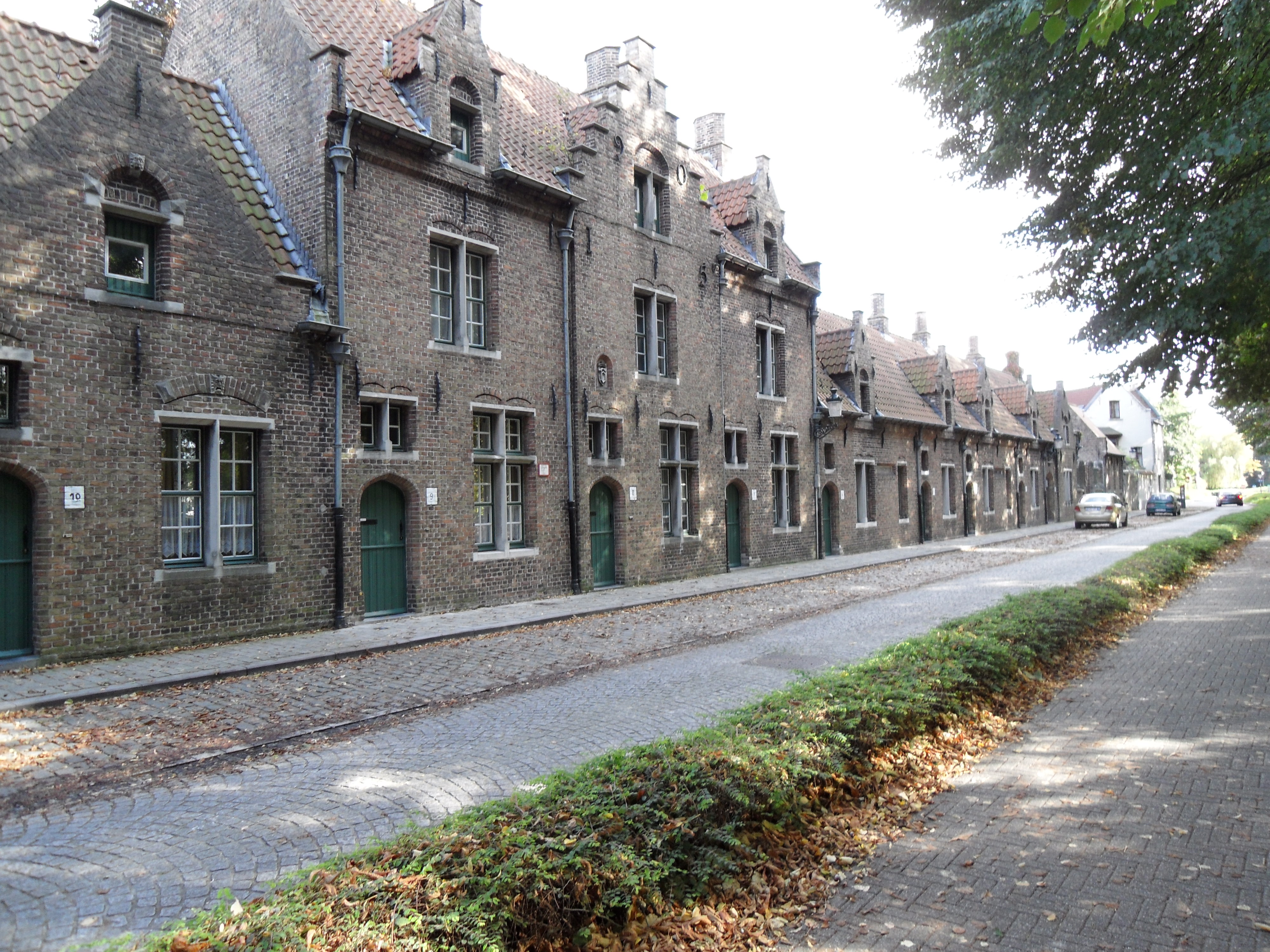
De nieuwe godshuizen Reyphens in 1907 gebouwd

Het godshuis Reyphens werd gesticht in de Nieuwe Gentweg in Brugge, alvorens verhuisd te worden naar de Hendrik Consciencelaan.

## Geschiedenis
In 1627 stichtte Jozef Reyphens (ook Reyphins of Reyfens geschreven) († 1638) een godshuis in de Nieuwe Gentweg. Hij was een zoon van Jacob Reyphens (†1616) en van Marie de Damhouder (†1574). Vader en zoon werden beiden schepen van de stad Brugge.
Ze behoorden tot een oude familie waarvan men notabele leden terugvond in de dertiende eeuw. Ridder Boudewijn Ryphens was grootbaljuw van Brugge en van de kasselrij Brugge (1259-1261). Zijn zoon Wouter Reyphens was schepen van het Brugse Vrije (1297-1301). Een Boudewijn Reyphens junior was grootbaljuw van Veurne (1294-1297) en van Brugge (1301). Hij koos de zijde van de Franse koning. Hij was getrouwd met Heyle van Steelant en had met haar zes kinderen. Hij hertrouwde met Johanne van Oostkamp, die twee kinderen kreeg.
Van de veertiende tot de zeventiende eeuw vond men in Brugge leden van de familie als schepen, raadslid, hoofdman, baljuw enz.
Jozef Reyphens kocht een perceel in de Nieuwe Gentweg gelegen naast dat van zijn broer Jaak Reyphens en diens echtgenote Johanna de Muelenaere, die er eveneens een godshuis oprichtte. Zijn perceel had een gevellengte van twaalf meter in de Nieuwe Gentweg en veertig meter langs de Driekroezenstraat. Hij bouwde er tien huisjes voor bejaarde weduwnaars of vrijgezellen en een kapel. De huisjes en de tuin die er voorlag werden van de straat afgesloten en waren bereikbaar langs een ingangsdeur in de Nieuwe Gentweg.
De stichting droeg de naam Reyphens, hoewel de stichter in de statuten meldde dat het godshuis onder de bescherming werd geplaatst van zijn patroonheilige, de heilige Jozef. Voor de onderhoud van de gebouwen en van de bewoners, legateerde Reyphens verschillende renten alsook de eigendom van een boerderij in Merkem.
In 1905 voerde de Commissie van Burgerlijke godshuizen, die sinds 1796 eigenaar was, een wat verwonderlijke ruil uit. Er werden nieuwe godshuizen gebouwd langs de Hendrik Consciencelaan die de naam Reyphens kregen. In de voormalige stichting Reyphens kwam het kleinere 'dishuis' Sint-Jozef. Het was in 1713 in de Oostmeers opgericht onder de naam Sint-Jozef door Maria Wouters, voor vijf vrouwen, en behoorde sinds 1796 toe aan het met de armenzorg belaste Bureel van Weldadigheid, de zustercommissie van de Burgerlijke Godshuizen. Beide commissies werden trouwens vanaf 1925 versmolten tot Commissie van Openbare Onderstand.
Heel wat nieuwe godshuizen werden gebouwd in de Van Voldenstraat en de nieuw aangelegde Hendrik Consciencelaan, en aan een tiental onder hen werd de naam Reyphens gegeven, hoewel dit maar een vage herinnering meer inhield aan de oorspronkelijke stichter in de Nieuwe Gentweg. De nieuwe huisjes boden slechts een minimum aan comfort. Het was pas in 1958 dat er aansluiting op de waterleiding en op het gas- en elektriciteitsnet kwam. De gemeenschappelijke toiletten werden pas in 1962 vervangen door individuele binnenhuistoiletten en moderniseringen binnen de huizen werden pas in 1970 uitgevoerd.